# فيلمون يانغ
شغل السياسي الكاميروني فيلمون يونجي يانغ (المولود في 14 يونيو 1947) منصب رئيس وزراء الكاميرون منذ عام 2009 حتى عام 2019، وشغل قبل ذلك العديد من المناصب الوزارية والدبلوماسية خاصةً في كندا حيث شغل منصب السفير الكاميروني في كندا لفترة دامت أكثر من عشرين عامًا. يعد أطول من شغل منصب رئيس الوزاء في تاريخ دولة الكاميرون، إذ ظل في المنصب لتسع سنوات وتسعة أشهر وثلاثة أيام. انتُخب في يونيو 2024 ليتولى منصب رئيس الجمعية العامة للأمم المتحدة في جلستها التاسعة والسبعين، وتبدأ فترة توليه رئاسة الجمعية منذ 10 سبتمبر 2024. 

## بداية حياته وتعليمه
وُلِد يانغ في جيكجيم أوكو، في منطقة أوكو التابعة لقسم بوي في المنطقة الشمالية الغربية في الكاميرون. درس القانون في جامعة ياوندي.

## الحياة المهنية

### المناصب الأولى
شغل يانغ منصب المدعي العام في محكمة استئناف بويا قبل أن يُعين في الحكومة نائبًا لوزير الإدارة الإقليمية. تولى منصب وزير المناجم والطاقة عام 1979، وظل يشغل ذلك المنصب حتى أُقصي من الحكومة عام 1984.

### منصب السفير والمفوض السامي في كندا
شغل يانغ منصب سفير الكاميرون في كندا منذ عام 1984 حتى عام 1995، وشغل منصب المفوض السامي في كندا منذ عام 1995 حتى عام 2004 بعد أن انضم إلى دول الكومنولث. شغل أيضًا منصب عميد السلك الدبلوماسي في كندا لمدة 10 سنوات تقريبًا. خصص وقته في أوتاوا لتأمين الحصول على المساعدات الأجنبية من أجل بلاده على الرغم من المخاوف الكندية بشأن انتهاكات حقوق الإنسان والفساد. شعر يانغ وممثلي الدول الأفريقية الآخرين بالسعادة بالتزام كندا بتخفيف أعباء الديون عام 2000. ترأس وفد الكاميرون في المفاوضات بشأن بروتوكول قرطاجنة للسلامة الأحيائية منذ عام 1998 إلى عام 2000، وترأس اللجنة الحكومية الدولية لبروتوكول قرطاجنة بعد اعتماد البروتوكول.

### العودة إلى السياسات المحلية
عُين يانغ في عام 2004 في منصب الأمين العام المساعد لرئيس الكاميرون. تولى في عام 2008 منصب رئيس مجلس إدارة الخطوط الجوية الكاميرونية.

### رئيس وزراء الكاميرون
عين الرئيس بول بيا في 30 يونيو 2009 يانغ رئيس وزراء الكاميرون ليحل بذلك محل إفرايم إينوني. مثل تعيين يانغ أكبر تغيير حكومي منذ تعيين رئيس الوزراء السابق له في عام 2004. صرح بيا من خلال محطات الراديو الحكومية أن ثلاثة وزراء من الحكومة السابقة بدلوا أماكنهم، وأضيفت ستة أسماء جديدة للوزارة بينما استُبعدت ستة أسماء أخرى تمامًا. أعربت المعارضة عن عدم توقعها قدرًا كبيرًا من التغيير بسبب استمرار وجود حكومة كبيرة. طمحت الحكومة إلى التخلص من 30 منصبًا وزاريًا، لكن ضمت الحكومة أكثر من 60 وزيرًا. يُعتفد أن السبب وراء التعديل الوزاري الأخير هو الغضب العام بشأن ارتفاع أسعار الطعام وعدم الرضا عن مستويات الفساد العالية في الحكومة. يُنظر إلى هذه الخطوة على أنها محاولة من بيا لتعزيز الدعم لانتخابات الرئاسة الكاميرونية 2011. عُين وزراء جدد بجانب يانغ لوزارات أخرى كالدفاع والبريد والاتصالات والتعليم وتعزيز المرأة والمياه والطاقة والرياضة.
تنحى يانغ عن منصب رئيس الوزراء في 4 يناير 2019.